# Metrický závit

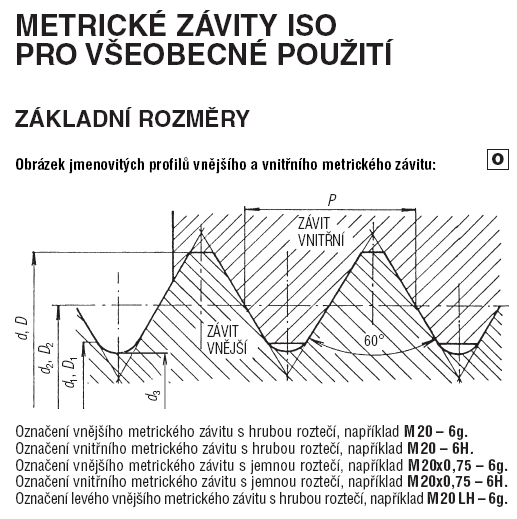
Náhled na profil vnějšího a vnitřního metrického závitu podle ISO

Metrický závit je nejčastěji používaný závit. Rozeznáváme metrické závity s hrubým a jemným stoupáním. Závity s jemným stoupáním mají menší hloubku závitu. Hodí se pro krátké závity, závity na tenkostěnných trubkách, na zátkách a na stavěcích šroubech. Pro hrubé i jemné závity jsou v ČSN ISO 261 uvedeny tři výběrové řady označované I., II. a III. Obvyklý je pravý závit, který se utahuje ve směru hodinových ručiček. Levý závit se používá pouze ve zvláštních případech, například u plynových lahví – z bezpečnostních důvodů nezáměnnosti, nebo u cirkulárních pil či jiných točivých strojů, kde se při předepsaném směru točení stroje spoj samovolně utahuje.
Úhel profilu činí 60°.  Veškeré rozměry závitu se udávají v  milimetrech (mm).
Označování metrického závitu v dokumentech se uvádí písmenem velké M a průměrem v milimetrech, u jemného závitu pak ještě uvedením stoupání v milimetrech. V praxi je třeba dávat pozor na informaci, zda se jedná o závit vnější (tolerance 6g; male – z anglického samec) nebo vnitřní (tolerance 6H; female – samička).
Příklady:  Šroub o průměru 10 mm s hrubým závitem má označení Šroub M 10,  pokud má závit jemný, pak je označení Šroub M 10 × 1,25. Prodejní označení F22x1 znamená vnitřní metrický závit o průměru 22 mm a stoupání 1 mm, tedy neexistuje žádný závit typu F. Z označení M 22 × 1 6g lze vyčíst, že se jedná o šroub, sameček jemného závitu, který se standardně používá například u vodovodních baterií.  

## Historie
Snaha o zavedení metrického závitu souvisela s rozšiřováním metrické soustavy během 2. poloviny 19. století. V té době již existoval v palcích měřený závit Whitworthův (ustanoven 1841). Návrhů na metrické závity se objevilo mnoho. Jako první významnější metrický závit se prosadil Loewenherzův závit v roce 1890 pro průměry 1–10 mm s vrcholovým úhlem 53°8'. V roce 1898 byla pak pro větší průměry závitů schválena mezinárodní soustava SI (Système Internationale) s vrcholovým úhlem 60° pro průměry 6–80 mm. V letech 1911–1923 se postupně ze soustavy SI vyvinula německá metrická soustava závitů. Ta v malých průměrech navázala na Loewenherzův závit tak, aby matice metrické soustavy šly beze změny nasadit na Loewenherzovy šrouby. Pro opačnou kompatibilitu bylo třeba Loewenherzovy matice proříznout metrickým závitníkem a tím z nich udělat metrické matice.
Německá metrická soustava závitů byla kompletně převzata normami ISO a ČSN.

## Standardní velikosti
ISO 261 specifikuje seznam doporučených kombinací průměru závitu D a jeho stoupání P 
ISO 262 specifikuje podmnožinu doporučených rozměrů 
| Průměr D (mm) ISO 261 | Průměr D (mm) ISO 261 | Stoupání P (mm) | Stoupání P (mm) |
| doporučený ISO 262    | ostatní               | hrubý           | jemný           |
| --------------------- | --------------------- | --------------- | --------------- |
| 1                     |                       | 0,25            |                 |
| 1,2                   |                       | 0,25            |                 |
|                       | 1,4                   | 0,3             |                 |
| 1,6                   |                       | 0,35            |                 |
|                       | 1,8                   | 0,35            |                 |
| 2                     |                       | 0,4             |                 |
| 2,5                   |                       | 0,45            |                 |
| 3                     |                       | 0,5             |                 |
|                       | 3,5                   | 0,6             |                 |
| 4                     |                       | 0,7             |                 |
| 5                     |                       | 0,8             |                 |
| 6                     |                       | 1               |                 |
|                       | 7                     | 1               |                 |
| 8                     |                       | 1,25            | 1               |
| 10                    |                       | 1,5             | 1,25 nebo 1     |
| 12                    |                       | 1,75            | 1,5 nebo 1,25   |
|                       | 14                    | 2               | 1,5             |

| Průměr D (mm) ISO 261 | Průměr D (mm) ISO 261 | Stoupání P (mm) | Stoupání P (mm) |
| doporučený ISO 262    | ostatní               | hrubý           | jemný           |
| --------------------- | --------------------- | --------------- | --------------- |
| 16                    |                       | 2               | 1,5             |
|                       | 18                    | 2,5             | 2 nebo 1,5      |
| 20                    |                       | 2,5             | 2 nebo 1,5      |
|                       | 22                    | 2,5             | 2 nebo 1,5      |
| 24                    |                       | 3               | 2               |
|                       | 27                    | 3               | 2               |
| 30                    |                       | 3,5             | 2               |
|                       | 33                    | 3,5             | 2               |
| 36                    |                       | 4               | 3               |
|                       | 39                    | 4               | 3               |
| 42                    |                       | 4,5             | 3               |
|                       | 45                    | 4,5             | 3               |
| 48                    |                       | 5               | 3               |
|                       | 52                    | 5               | 4               |
| 56                    |                       | 5,5             | 4               |
|                       | 60                    | 5,5             | 4               |
| 64                    |                       | 6               | 4               |

Nejpoužívanější je hrubý závit. Jemný závit se používá ve speciálních případech, například v automobilovém nebo leteckém průmyslu pro jeho vyšší odolnost proti vibracím. Kromě toho se používá například na tenkostěných trubkách, protože hrubý závit by zasahoval příliš hluboko a mohl by snížit mechanickou odolnost trubky.
Termíny hrubý a jemný se vztahují pouze na stoupání (a tím i na hloubku) závitu, v žádném případě se nevztahují na povrchovou úpravu nebo kvalitu.
Tabulka vlastností vybraných závitů.

Vnitřní závit tolerance 6H (pro matice)

(Dmaximum = d, Dp = d2, Dmin = d3)
| Závit | Vnější závit tolerance 6g (pro šrouby) | Vnější závit tolerance 6g (pro šrouby) | Vnější závit tolerance 6g (pro šrouby) | Vnější závit tolerance 6g (pro šrouby) | Vnější závit tolerance 6g (pro šrouby) | Vnější závit tolerance 6g (pro šrouby) | Vnitřní závit tolerance 6H (pro matice) | Vnitřní závit tolerance 6H (pro matice) | Vnitřní závit tolerance 6H (pro matice) | Vnitřní závit tolerance 6H (pro matice) | Vnitřní závit tolerance 6H (pro matice) | Vnitřní závit tolerance 6H (pro matice) |
|       | Vnější průměr                          | Vnější průměr                          | Průměr stoupání                        | Průměr stoupání                        | Průměr jádra                           | Průměr jádra                           | Vnější průměr                           | Průměr stoupání                         | Průměr stoupání                         | Průměr jádra                            | Průměr jádra                            |                                         |
| ----- | -------------------------------------- | -------------------------------------- | -------------------------------------- | -------------------------------------- | -------------------------------------- | -------------------------------------- | --------------------------------------- | --------------------------------------- | --------------------------------------- | --------------------------------------- | --------------------------------------- | --------------------------------------- |
|       | dmax                                   | dmin                                   | d2max                                  | d2min                                  | d3max                                  | d3min                                  | Dmin                                    | D2max                                   | D2min                                   | D3max                                   | D3min                                   |                                         |
| M1    | 1,000                                  | 0,933                                  | 0,838                                  | 0,785                                  | 0,693                                  | 0,630                                  | 1,000                                   | 0,838                                   | 0,894                                   | 0,729                                   | 0,785                                   |                                         |
| M1,2  | 1,200                                  | 1,133                                  | 1,038                                  | 0,985                                  | 0,893                                  | 0,830                                  | 1,200                                   | 1,038                                   | 1,094                                   | 0,929                                   | 0,985                                   |                                         |
| M1,4  | 1,400                                  | 1,325                                  | 1,205                                  | 1,149                                  | 1,032                                  | 0,964                                  | 1,400                                   | 1,205                                   | 1,265                                   | 1,075                                   | 1,142                                   |                                         |
| M1,6  | 1,581                                  | 1,496                                  | 1,354                                  | 1,291                                  | 1,151                                  | 1,075                                  | 1,600                                   | 1,373                                   | 1,458                                   | 1,221                                   | 1,321                                   |                                         |
| M1,8  | 1,781                                  | 1,696                                  | 1,554                                  | 1,491                                  | 1,352                                  | 1,275                                  | 1,800                                   | 1,573                                   | 1,658                                   | 1,421                                   | 1,521                                   |                                         |
| M2    | 1,981                                  | 1,886                                  | 1,721                                  | 1,654                                  | 1,490                                  | 1,407                                  | 2,000                                   | 1,740                                   | 1,830                                   | 1,567                                   | 1,679                                   |                                         |
| M2,5  | 2,480                                  | 2,380                                  | 2,188                                  | 2,117                                  | 1,928                                  | 1,840                                  | 2,500                                   | 2,208                                   | 2,303                                   | 2,013                                   | 2,138                                   |                                         |
| M3    | 2,980                                  | 2,874                                  | 2,655                                  | 2,580                                  | 2,367                                  | 2,273                                  | 3,000                                   | 2,675                                   | 2,775                                   | 2,459                                   | 2,599                                   |                                         |
| M3,5  | 3,479                                  | 3,354                                  | 3,089                                  | 3,004                                  | 2,743                                  | 2,635                                  | 3,500                                   | 3,110                                   | 3,222                                   | 2,850                                   | 3,010                                   |                                         |
| M4    | 3,978                                  | 3,838                                  | 3,523                                  | 3,433                                  | 3,119                                  | 3,002                                  | 4,000                                   | 3,545                                   | 3,663                                   | 3,242                                   | 3,422                                   |                                         |
| M5    | 4,976                                  | 4,826                                  | 4,456                                  | 4,361                                  | 3,995                                  | 3,869                                  | 5,000                                   | 4,480                                   | 4,605                                   | 4,134                                   | 4,334                                   |                                         |
| M6    | 5,974                                  | 5,794                                  | 5,324                                  | 5,212                                  | 4,747                                  | 4,596                                  | 6,000                                   | 5,350                                   | 5,500                                   | 4,917                                   | 5,153                                   |                                         |
| M7    | 6,974                                  | 6,794                                  | 6,324                                  | 6,212                                  | 5,747                                  | 5,596                                  | 7,000                                   | 6,350                                   | 6,500                                   | 5,917                                   | 6,153                                   |                                         |
| M8    | 7,972                                  | 7,760                                  | 7,160                                  | 7,042                                  | 6,438                                  | 6,272                                  | 8,000                                   | 7,188                                   | 7,348                                   | 6,647                                   | 6,912                                   |                                         |
| M10   | 9,968                                  | 9,732                                  | 8,994                                  | 8,862                                  | 8,128                                  | 7,938                                  | 10,000                                  | 9,026                                   | 9,206                                   | 8,376                                   | 8,676                                   |                                         |
| M12   | 11,966                                 | 11,701                                 | 10,829                                 | 10,679                                 | 9,819                                  | 9,602                                  | 12,000                                  | 10,863                                  | 11,063                                  | 10,106                                  | 10,441                                  |                                         |
| M14   | 13,962                                 | 13,682                                 | 12,663                                 | 12,503                                 | 11,508                                 | 11,271                                 | 14,000                                  | 12,701                                  | 12,913                                  | 11,835                                  | 12,210                                  |                                         |
| M16   | 15,962                                 | 15,682                                 | 14,663                                 | 14,503                                 | 13,508                                 | 13,271                                 | 16,000                                  | 14,701                                  | 14,913                                  | 13,835                                  | 14,210                                  |                                         |
| M18   | 17,958                                 | 17,623                                 | 16,334                                 | 16,164                                 | 14,891                                 | 14,625                                 | 18,000                                  | 16,376                                  | 16,600                                  | 15,294                                  | 15,744                                  |                                         |
| M20   | 19,958                                 | 19,623                                 | 18,334                                 | 18,164                                 | 16,891                                 | 16,625                                 | 20,000                                  | 18,376                                  | 18,600                                  | 17,294                                  | 17,744                                  |                                         |
| M22   | 21,958                                 | 21,623                                 | 20,334                                 | 20,164                                 | 18,891                                 | 18,625                                 | 22,000                                  | 20,376                                  | 20,600                                  | 19,294                                  | 19,744                                  |                                         |
| M24   | 23,952                                 | 23,577                                 | 22,003                                 | 21,803                                 | 20,271                                 | 19,955                                 | 24,000                                  | 22,051                                  | 22,316                                  | 20,752                                  | 21,252                                  |                                         |
| M27   | 26,952                                 | 26,577                                 | 25,003                                 | 24,803                                 | 23,271                                 | 22,955                                 | 27,000                                  | 25,051                                  | 25,316                                  | 23,752                                  | 24,252                                  |                                         |
| M30   | 29,947                                 | 29,522                                 | 27,674                                 | 27,462                                 | 25,658                                 | 25,306                                 | 30,000                                  | 27,727                                  | 28,007                                  | 26,211                                  | 26,771                                  |                                         |
| M33   | 32,947                                 | 32,522                                 | 30,674                                 | 30,462                                 | 28,653                                 | 28,306                                 | 33,000                                  | 30,727                                  | 31,007                                  | 29,211                                  | 29,771                                  |                                         |
| M36   | 35,940                                 | 35,465                                 | 33,342                                 | 33,118                                 | 31,033                                 | 30,655                                 | 36,000                                  | 33,402                                  | 33,007                                  | 31,670                                  | 32,270                                  |                                         |
| M39   | 38,940                                 | 38,465                                 | 36,342                                 | 36,118                                 | 34,033                                 | 33,655                                 | 39,000                                  | 36,402                                  | 36,702                                  | 34,670                                  | 35,270                                  |                                         |

| Závit     | Vrták |
| --------- | ----- |
| 3 - 0,5   | 2,5   |
| 4 - 0,7   | 3,3   |
| 5 - 0,8   | 4,2   |
| 6 - 1,0   | 5,0   |
| 8 - 1,25  | 6,8   |
| 10 - 1,5  | 8,5   |
| 12 - 1,75 | 10,2  |
| 16 - 2,0  | 14,0  |